# اندوکا اوسیم
اندوکا اوسیم (انگلیسی: Nduka Usim؛ زادهٔ ۲۳ مارس ۱۹۸۵) بازیکن فوتبال اهل نیجریه است.
از باشگاه‌هایی که در آن بازی کرده است می‌توان به باشگاه فوتبال سیمرغ زاقاتالا، باشگاه فوتبال شوالان، و باشگاه فوتبال رنجرز اینترنشنال اف سی اشاره کرد.
وی همچنین در تیم ملی فوتبال جمهوری آذربایجان بازی کرده است.